# ادامو مو ازو
أدامو مو'ازو (بالإنجليزية: Adamu Mu'azu) هو سياسي نيجيري وعضو في حزب الشعب الديمقراطي، وُلد في 11 يونيو 1955. شغل منصب حاكم ولاية باوتشي بين عامي 1999 و2007. كما تولّى لاحقًا منصب رئيس الحزب الوطني.

## النشأة والتعليم
وُلد مو'ازو في قرية بالي في منطقة تافاوا بالي المحلية في ولاية باوتشي في نيجيريا. التحق بالمدرسة الابتدائية في عام 1962، ثم واصل دراسته في مدرسة غوفمينت الثانوية في غوساو من عام 1971 حتى 1975. بعد ذلك، التحق بـجامعة أحمدو بيلو في زاريا، حيث حصل على شهادة البكالوريوس في الهندسة الكمية عام 1980. كما حصل على درجة الماجستير في البناء من جامعة كاليفورنيا، بيركلي في الولايات المتحدة عام 1984.

## الحياة المهنية
عمل مو'ازو كضابط في لجنة الإسكان في ولاية باوتشي عام 1980، ثم كمدير مساعد في شركة باوتشي للبناء. لاحقًا، شغل منصب مدير مشروع في وزارة الأشغال والإسكان في الولاية بين عامي 1984 و1987. في عام 1987، أصبح المدير العام لمديرية الإسكان الحكومية.

## الحياة السياسية
في عام 1999، انتُخب أدامو مو'ازو حاكمًا لولاية باوتشي تحت راية حزب الشعب الديمقراطي. أعيد انتخابه لولاية ثانية عام 2003. خلال فترة حكمه، نُفذت مشاريع بنية تحتية هامة في الولاية، مما أكسبه لقب "مهندس التحديث".
في يناير 2014، تم تعيينه رئيسًا وطنيًا لحزب الشعب الديمقراطي، حيث تولّى المنصب خلال فترة حرجة سبقت الانتخابات العامة في نيجيريا عام 2015.